# Fernando Meza
Fernando Nicolás Meza (ur. 21 marca 1990 w San Martín) – argentyński piłkarz występujący na pozycji środkowego obrońcy, obecnie zawodnik meksykańskiej Necaxy.

## Kariera klubowa
Meza jest wychowankiem akademii juniorskiej klubu San Lorenzo de Almagro z siedzibą w stołecznym Buenos Aires. Do pierwszej drużyny został włączony jako osiemnastolatek przez szkoleniowca Miguela Ángela Russo i w argentyńskiej Primera División zadebiutował 2 listopada 2008 w przegranym 0:1 spotkaniu z Boca Juniors. Już niecałe półtora roku później – za kadencji trenera Diego Simeone – wywalczył sobie pewne miejsce w wyjściowym składzie, tworząc duet stoperów z Jonathanem Bottinellim. Jego udanie zapowiadającą się karierę zahamowało jednak zerwanie więzadeł krzyżowych, którego doznał w październiku 2010, przez co musiał pauzować przez ponad rok. Po upływie rekonwalescencji jeszcze przez kilka miesięcy regularnie pojawiał się na boiskach, lecz później stracił pozycję na środku obrony na rzecz nowych nabytków drużyny – Abela Masuero i Santiago Gentilettiego. Ogółem barwy San Lorenzo reprezentował przez pięć lat bez większych sukcesów.
Latem 2013 Meza został wypożyczony do beniaminka najwyższej klasy rozgrywkowej – ekipy Club Olimpo z miasta Bahía Blanca. Tam jako rezerwowy występował przez rok, po czym udał się na wypożyczenie po raz kolejny – tym razem do beniaminka ligi chilijskiej, San Marcos de Arica. W chilijskiej Primera División zadebiutował 19 lipca 2014 w zremisowanej 1:1 konfrontacji z Colo-Colo, zdobywając z nim także pierwszego gola w profesjonalnej karierze. Z miejsca został kluczowym graczem ekipy i wyróżniającym się stoperem rozgrywek, a już po upływie sezonu na zasadzie wolnego transferu przeniósł się do CD Palestino ze stołecznego Santiago. Tam potwierdził swoją renomę, przez rok pełniąc rolę lidera zespołu. W lipcu 2016 wyjechał do Meksyku, podpisując umowę z tamtejszym beniaminkiem – Club Necaxa z siedzibą w Aguascalientes, który na jego transfer wyłożył 670 tysięcy dolarów. W tamtejszej Liga MX zadebiutował 23 lipca 2016 w zremisowanym 0:0 meczu z Leónem.

## Kariera reprezentacyjna
W marcu 2007 Meza został powołany przez Hugo Tocallego do reprezentacji Argentyny U-17 na Mistrzostwa Ameryki Południowej U-17. Na ekwadorskich boiskach wystąpił we wszystkich możliwych dziewięciu spotkaniach w pełnym wymiarze czasowym, będąc podporą linii defensywnej swojej ekipy, która zajęła ostatecznie trzecie miejsce w rozgrywkach. Pięć miesięcy później znalazł się natomiast w ogłoszonym przez Miguela Tojo składzie na Mistrzostwa Świata U-17 w Korei Płd, gdzie również miał niepodważalne miejsce w pierwszej jedenastce – jako kapitan kadry rozegrał wszystkie pięć meczów od pierwszej do ostatniej minuty, współtworząc środek obrony z Mateo Musacchio. Strzelił również gola w konfrontacji fazy grupowej z Hondurasem (4:1), a Argentyńczycy odpadli z juniorskiego mundialu w ćwierćfinale, ulegając Nigerii (0:2).
W styczniu 2009 Meza, w barwach reprezentacji Argentyny U-20 prowadzonej przez Sergio Batistę, wziął udział w Mistrzostwach Ameryki Południowej U-20. Ponownie był podstawowym stoperem zespołu narodowego, rozgrywając osiem z dziewięciu możliwych spotkań (wszystkie w pierwszym składzie), lecz jego kadra spisała się znacznie poniżej oczekiwań – zajęła ostatnie, szóste miejsce w rundzie finałowej, przez co nie zdołała zakwalifikować się na Mistrzostwa Świata U-20 w Egipcie.

## Statystyki kariery
| San Lorenzo | 2008–2009 | Argentyna | Primera División | 1   | 0 | — | — | — | — | —  | 1   | 0 |
| San Lorenzo | 2009–2010 | Argentyna | Primera División | 17  | 0 | — | — | — | — | —  | 17  | 0 |
| San Lorenzo | 2010–2011 | Argentyna | Primera División | 12  | 0 | — | — | — | — | —  | 12  | 0 |
| San Lorenzo | 2011–2012 | Argentyna | Primera División | 20  | 0 | — | — | — | — | —  | 20  | 0 |
| San Lorenzo | 2012–2013 | Argentyna | Primera División | 3   | 0 | 2 | 0 | — | — | —  | 5   | 0 |
| Olimpo      | 2013–2014 | Argentyna | Primera División | 7   | 0 | — | — | — | — | —  | 7   | 0 |
| San Marcos  | 2014–2015 | Chile     | Primera División | 36  | 1 | 5 | 0 | — | — | —  | 41  | 1 |
| Palestino   | 2015–2016 | Chile     | Primera División | 33  | 3 | — | — | — | — | —  | 33  | 3 |
| Necaxa      | 2016–2017 | Meksyk    | Liga MX          | 0   | 0 | — | — | — | — | —  | 0   | 0 |
| Ogółem      |           |           |                  |     |   |   |   |   |   |    |     |   |
| Argentyna   | Argentyna | Argentyna | 60               | 0   | 2 | 0 | — | — | — | 62 | 0   |   |
| Chile       | Chile     | Chile     | 69               | 4   | 5 | 0 | — | — | — | 74 | 4   |   |
| Meksyk      | Meksyk    | Meksyk    | 0                | 0   | — | — | — | — | — | 0  | 0   |   |
| Ogółem      | Ogółem    | Ogółem    | Ogółem           | 129 | 4 | 7 | 0 | — | — | —  | 136 | 4 |